# Marmorosphax boulinda
Marmorosphax boulinda — вид сцинкоподібних ящірок родини сцинкових (Scincidae). Ендемік Нової Каледонії. 

## Поширення і екологія
Marmorosphax boulinda відомі з двох місцевостей, розташованих на вершині гірського масиву Булінда та в гірському масиві Чінгоу в центральній частині Нової Каледонії. Вони живуть у вологих гірських тропічних лісах, серед повалених дерев, каміння і опалого листя. Зустрічаються на висоті від 900 до 1000 м над рівнем моря. Ведуть наземний, напівриючий спосіб життя.

## Збереження
МСОП класифікує цей вид як вразливий. Marmorosphax boulinda загрожує знищення природного середовища та хижацтво з боку інтродукованих щурів, кішок і свиней.